# Сырнена-Средна-Гора
Сырнена-Средна-Гора (болг. Сърнена Средна Гора) — восточная часть массива Средна-Гора, охватывает четыре административных области Болгарии: Пловдивскую, Старозагорскую, Сливенскую и Ямбольскую.

## Географическое положение, границы, размеры
Рельеф Сырнена-Средна-Горы представляет из себя гористую и холмистую местность между долинами рек Стряма на западе и Тунджа на востоке. На севере она достигает южных частей Карловской, Казанлыкской и Сливенской котловин и Межденишского ущелья реки Тунджи, а на юге ее склоны постепенно погружаются в Верхнефракийскую низменность и Ямболскую равнину. Через горный порог Стражата на севере он соединяется с горой Калоферска, частью Стара-Планины.
Протяжённость с запада на восток составляет 153 км, ширина от 35 км в середине до 5 км на востоке. Площадь 2280 км². Средняя высота 416 м над уровнем моря.
В составе Сырнена-Средна-Горы можно выделить три части: Братанскую, Кортенскую и Чирпанскую. Между долиной реки Стрямы на западе и Змеевским перевалом (430 м) на востоке с долиной реки Бедечка простирается горный массив Братанской части, здесь находится самая высокая вершина Сырнена-Средна-Горы — Братан (1236 м). К востоку от Змеевского перевала и долины реки Бедечки до излучины Тунджи севернее Ямбола тянется постепенно понижающийся и сужающийся хребет Кортенской части. Самая высокая точка в этой части — гора Морулей (895 м). Орографический диапазон особенно мал к востоку от Кортенского перевала, который заканчивается самой восточной вершиной — Заячьим пиком (Таушантепе, 257 м). К югу от Братанской части, между долиной Брезовской реки и городами Стара Загора и Чирпан, простирается район Чирпанских высот, высочайшая точка которого — гора Китката (651 м).

## Природные особенности, хозяйственное значение
Горы сложены преимущественно гнейсами, гранитами, мергелисто-известковыми отложениями и вулканогенными материалами, что обусловливает также наличие на ее склонах многочисленных минеральных источников:
- на северных склонах Карловские минеральные ванны, Павел-Баня, Овоштник, Ягода, Новозагорские минеральные ванны и Сливенские минеральные ванны
- на южных склонах Старозагорски-Бани и Кортенские минеральные ванны.

Климат переходно-континентальный с мягкой зимой, кратковременным снежным покровом и теплым летом.
Весь массив относится к бассейну реки Марицы, из которой вытекают многие её левые притоки — Свеженская (приток Стрямы), Сребра, Брезовска-река, Омуровска-река (с притоком Новоселска-река), Текирска-река, Старата-река, Меричлерска-река, Мартинка и Сазлийка (с притоками Азмака, Бедечка и Кумруджа) и два правых притока Тунджи — Турийска-река и Гюрля.
Почвенный покров представлен преимущественно бурыми лесными и коричнево-лесными почвами. Большие площади горы заняты дубовыми и буковыми лесами, а на ее пологих склонах раскинулись обширные луга и пастбища. Развиваются животноводство, лесозаготовка, деревообработка, курортный и туристический бизнес. На южных солнечных склонах устроены большие виноградники.

## Курортно-туристическое значение
Практически во всех населенных пунктах с минеральными источниками построены современные бальнеологические, санаторно-курортные и туристические центры.
Природные и археологические объекты: заповедники «Каваклийка» и «Вкамене свтва», городище Караново и другие.